# Pontoise-lès-Noyon
Pontoise-lès-Noyon ist eine französische Gemeinde mit 438 Einwohnern (Stand: 1. Januar 2022) im Département Oise in der Region Hauts-de-France. Sie gehört zum Kanton Noyon und zum Gemeindeverband Pays Noyonnais. 

## Geografie
Pontoise-lès-Noyon liegt im Pays Noyonnais etwa 29 Kilometer nordöstlich von Compiègne an der Oise. Umgeben wird Pontoise-lès-Noyon von den Nachbargemeinden Noyon und Morlincourt im Norden und Nordwesten, Varesnes im Norden und Osten, Cuts im Südosten, Caisnes im Süden und Südosten, Carlepont im Süden und Westen sowie Sempigny im Westen und Nordwesten.

## Bevölkerungsentwicklung
| Jahr                       | 1962 | 1968 | 1975 | 1982 | 1990 | 1999 | 2006 | 2018 |
| -------------------------- | ---- | ---- | ---- | ---- | ---- | ---- | ---- | ---- |
| Einwohner                  | 305  | 293  | 310  | 368  | 444  | 438  | 466  | 454  |
| Quellen: Cassini und INSEE |      |      |      |      |      |      |      |      |

## Sehenswürdigkeiten

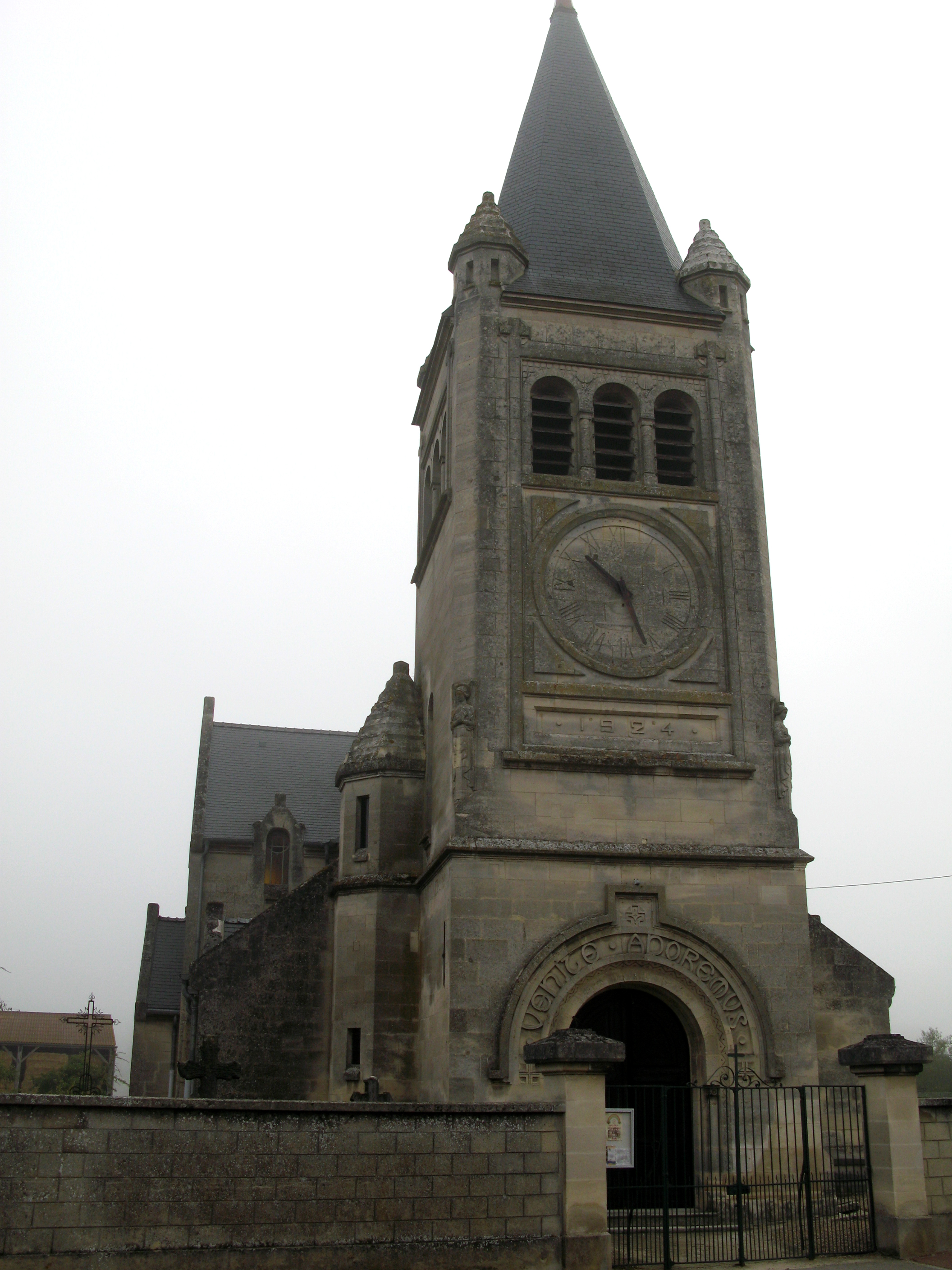
Kirche Notre-Dame-de-l'Assomption

- Kirche Notre-Dame-de-l'Assomption